# Lijst van voetbalinterlands Amerikaans-Samoa - Salomonseilanden
Deze lijst van voetbalinterlands is een overzicht van alle officiële voetbalwedstrijden tussen de nationale teams van Amerikaans-Samoa en de Salomonseilanden. De landen hebben tot op heden vier keer tegen elkaar gespeeld. De eerste ontmoeting was een kwalificatiewedstrijd voor het Wereldkampioenschap voetbal 2010 op 25 augustus 2007 in Apia (Samoa). Het laatste duel, een groepswedstrijd tijdens de Pacifische Spelen 2023, vond plaats op 23 november 2023 in Honiara (Salomonseilanden)

## Wedstrijden
| № | Plaats  | Datum            | Competitie             | Wedstrijd                           | Uitslag |
| - | ------- | ---------------- | ---------------------- | ----------------------------------- | ------- |
| 1 | Apia    | 25 augustus 2007 | WK 2010 kwalificatie   | Salomonseilanden − Amerikaans-Samoa | 12 − 1  |
| 2 | Nouméa  | 30 augustus 2011 | Pacifische Spelen 2011 | Amerikaans-Samoa − Salomonseilanden | 0 − 4   |
| 3 | Apia    | 15 juli 2019     | Pacifische Spelen 2019 | Salomonseilanden − Amerikaans-Samoa | 13 − 0  |
| 4 | Honiara | 23 november 2023 | Pacifische Spelen 2023 | Amerikaans-Samoa − Salomonseilanden | 0 − 11  |

## Samenvatting
| Competitie        | Totaal gespeeld | Winst Am.-Samoa | Gelijk | Winst Salomonseil. | Doelsaldo Am.-Samoa – Salomonseil. |
| ----------------- | --------------- | --------------- | ------ | ------------------ | ---------------------------------- |
| WK-kwalificatie   | 1               | 0               | 0      | 1                  | 1 − 12                             |
| Pacifische Spelen | 3               | 0               | 0      | 3                  | 0 − 28                             |
| Totaal            | 4               | 0               | 0      | 4                  | 1 − 40                             |